# Jean Cholet
Jean Cholet (né au Château de Nointel, en Picardie et mort le 2 août 1293 à Rome) est un cardinal français du XIIIe siècle.

## Biographie
Cholet est valet à l'abbaye Saint-Lucien de Beauvais dont son frère est l'abbé, chanoine à Beauvais et archidiacre à Rouen. Il est un ami de Simon de Brion, le futur pape Martin IV, et des rois  Philippe le Hardy et Philippe le Bel. 
Le pape Martin IV le crée cardinal lors du consistoire de 12 avril 1281. Le cardinal Cholet est légat apostolique en Angleterre, en France et en Pologne.
Il ne participe pas au conclave de 1285 (élection d'Honoré IV), mais participe à celui de 1287-1288 (élection de Nicolas IV). En 1289 il scelle à Lyon le traité entre les rois Philippe IV le Bel et Sanche IV de Castille, qu'il a négocié sur demande du pape. Le cardinal Cholet est le fondateur du collège de Beauvais à Paris et est encore légat en France et en Espagne.
À sa mort, il est inhumé à l'abbaye Saint-Lucien de Beauvais.